# Saint-Janvier-de-Joly
Saint-Janvier-de-Joly es un municipio canadiense situado en la provincia de Quebec.

## Superficie
Saint-Janvier-de-Joly tiene una superficie de 109,88 km².

## Demografía
En 2021, tenía 1079 habitantes, una densidad poblacional de 9,8 hab./km², y 500 viviendas.